# 金杨新村街道
金杨新村街道是中国上海市浦东新区下辖的一个街道。金杨新村街道北枕黄浦江，东起金桥路，南倚杨高路，西至罗山路。面积8.02平方公里。户籍人口14.73万人（2008年）。

## 行政区划
金杨新村街道下辖金杨路二居委会、金杨路六居委会、金杨路七居委会、银山路三居委会、金口路一居委会、金口路二居委会、金台路一居委会、枣庄路一居委会、灵山路三居委会、金杨路一居委会、金杨路八居委会、银山路四居委会、灵山路一居委会、罗山一村居委会、罗山二村居委会、罗山三村一居委会、罗山三村二居委会、罗山四村居委会、罗山五村居委会、香山新村一居委会、香山新村七居委会、庆宁寺居委会、金台路第二居委会、金台路第三居委会、香山新村第三居委会、香山新村第四居委会、黄山新村二居委会、仁和居委会、银山路第五居委会、始信苑居委会、香山五村居委会、住友名人花园居委会、蝶恋园居委会、居家桥居委会、金樟居委会、高庙居委会、罗山六村居委会、罗山七村居委会、黄山新村一居委会、黄山新村三居委会、东方之音居委会、黄山新城居委会、银山路第一居委会、罗山八村居委会、广洋苑居委会、博山东路居委会、金杨路四居委会、金桥瑞仕花园居委会。

## 教育
辖内有
- 高中：建平中学、陆行中学、香山中学。
- 初中：建平实验中学、罗山中学、金杨中学、致远中学。
- 小学：建平实验小学、香山小学、万德小学、金英小学、金陆小学。